# Johnston’s Jolly temető
A Johnston's Jolly temető (Johnston's Jolly Cemetery) egy első világháborús sírkert a Gallipoli-félszigeten.

## Története
A szövetséges csapatok 1915. április 25-26-án szálltak partra a Gallipoli-félszigeten azzal a céllal, hogy kikényszerítsék Törökország kilépését a háborúból, az új front megnyitásával tehermentesítsék a nyugati frontot és utánpótlási utat nyissanak Oroszország felé.
A Johnston's Jolly (törökül: Kirmezi Sirt) csatatér a 2. Ausztrál Tüzérhadosztály parancsnoka, George Jameson Johnston tábornok után kapta a nevét. A területet 1915. április 25-én érte el a 2. Ausztrál Gyaloghadosztály, de másnap a törökök visszaverték őket, és többé nem sikerült visszaszerezniük pozíciójukat.
A temetőt a fegyvernyugvás után alakították ki, amikor a csatamezőn eltemetett holttesteket áthelyezték az új sírkertbe. A temetőben 181 nemzetközösségi katona nyugszik, közülük 144-et nem sikerült azonosítani. Valószínűleg ott alussza örök álmát 36 ausztrál, aki az 1915. augusztusi Lone Pine-i ütközetben esett el.